# Croix-Fonsomme
Pour les articles homonymes, voir Croix (homonymie).
Croix-Fonsomme (précédemment Croix-Fonsommes) est une commune française située dans le département de l'Aisne en région Hauts-de-France.

## Géographie

### Communes limitrophes
|                 | Montbrehain    |                  |
| Fontaine-Uterte | Croix-Fonsomme | Fresnoy-le-Grand |
|                 | Fonsomme       | Fieulaine        |

Croix-Fonsomme, Cruces at fontem Sommæ doit son nom à la proximité des sources de la Somme.

### Hydrographie

#### Réseau hydrographique
La commune est située dans le bassin Artois-Picardie. Elle est drainée par le Croix-Fonsommes et la rigole du Noirieux,.

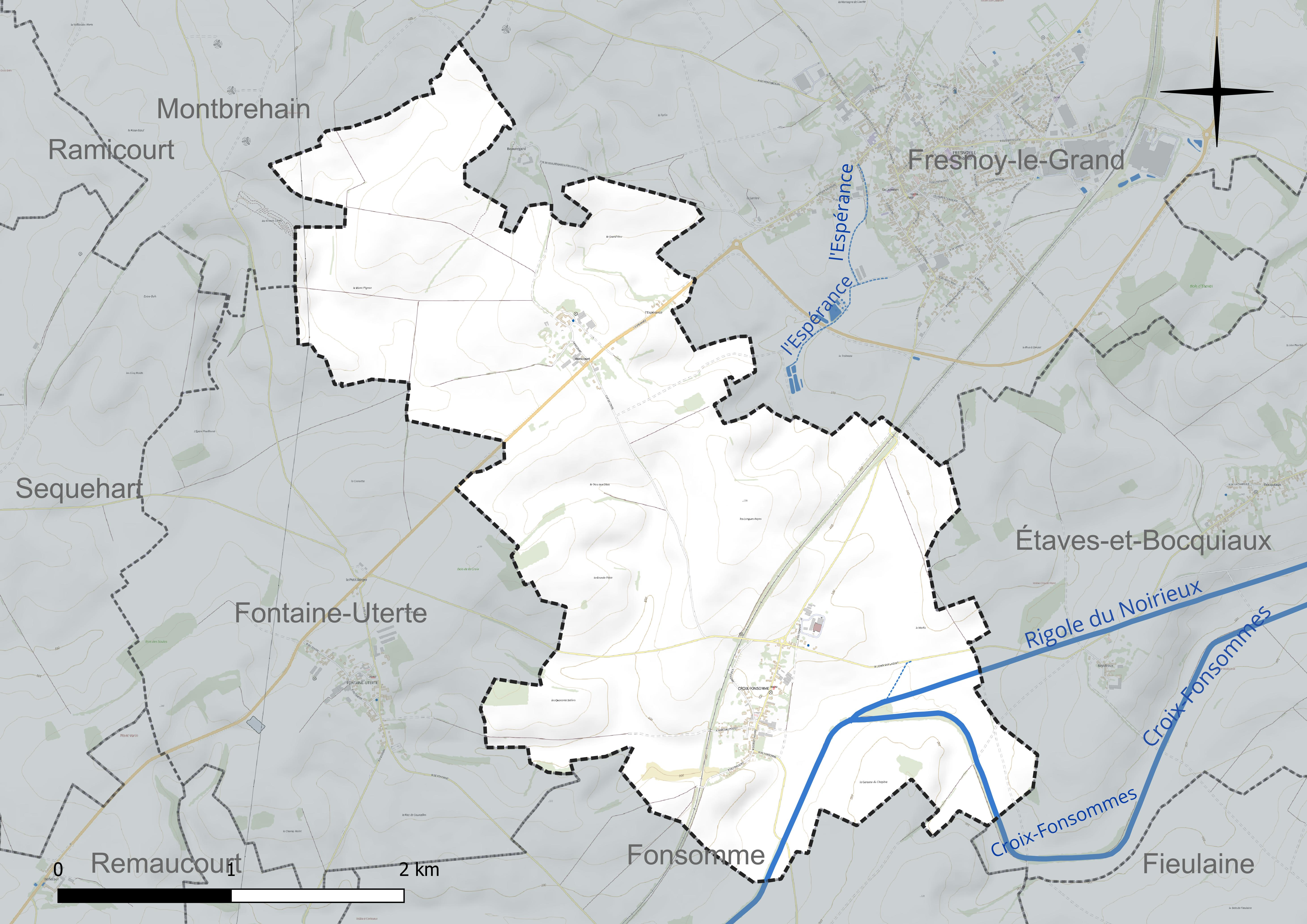
Réseau hydrographique de Croix-Fonsomme.

#### Gestion et qualité des eaux
Le territoire communal est couvert par le schéma d'aménagement et de gestion des eaux (SAGE) « Haute Somme ». Ce document de planification concerne un territoire de 1 798 km2 de superficie, délimité par le bassin versant de la Haute Somme est constitué d'un réseau hydrographique complexe de cours d'eau, de marais, d'étangs et de canaux. Le périmètre a été arrêté le 21 avril 2006 et le SAGE proprement dit a été approuvé le 15 juin 2017. La structure porteuse de l'élaboration et de la mise en œuvre est le syndicat mixte d'aménagement hydraulique du bassin versant de la Somme (AMEVA).
La qualité des cours d'eau peut être consultée sur un site dédié géré par les agences de l'eau et l'Agence française pour la biodiversité.

### Climat
Pour des articles plus généraux, voir Climat des Hauts-de-France et Climat de l'Aisne.
En 2010, le climat de la commune est de type climat océanique dégradé des plaines du Centre et du Nord, selon une étude du CNRS s'appuyant sur une série de données couvrant la période 1971-2000. En 2020, Météo-France publie une typologie des climats de la France métropolitaine dans laquelle la commune est dans une zone de transition entre le climat océanique et le climat océanique altéré et est dans la région climatique Nord-est du bassin Parisien, caractérisée par un ensoleillement médiocre, une pluviométrie moyenne régulièrement répartie au cours de l'année et un hiver froid (3 °C).
Pour la période 1971-2000, la température annuelle moyenne est de 10,3 °C, avec une amplitude thermique annuelle de 14,8 °C. Le cumul annuel moyen de précipitations est de 747 mm, avec 11,6 jours de précipitations en janvier et 9,2 jours en juillet. Pour la période 1991-2020, la température moyenne annuelle observée sur la station météorologique la plus proche, située sur la commune de Fontaine-lès-Clercs à 18 km à vol d'oiseau, est de 10,8 °C et le cumul annuel moyen de précipitations est de 683,4 mm,. Pour l'avenir, les paramètres climatiques de la commune estimés pour 2050 selon différents scénarios d'émission de gaz à effet de serre sont consultables sur un site dédié publié par Météo-France en novembre 2022.

## Urbanisme

### Typologie
Au 1er janvier 2024, Croix-Fonsomme est catégorisée commune rurale à habitat dispersé, selon la nouvelle grille communale de densité à 7 niveaux définie par l'Insee en 2022.
Elle est située hors unité urbaine. Par ailleurs la commune fait partie de l'aire d'attraction de Saint-Quentin, dont elle est une commune de la couronne,. Cette aire, qui regroupe 120 communes, est catégorisée dans les aires de 50 000 à moins de 200 000 habitants,.

### Occupation des sols
L'occupation des sols de la commune, telle qu'elle ressort de la base de données européenne d'occupation biophysique des sols Corine Land Cover (CLC), est marquée par l'importance des territoires agricoles (97,2 % en 2018), une proportion identique à celle de 1990 (97,2 %). La répartition détaillée en 2018 est la suivante : 
terres arables (92,2 %), prairies (5 %), zones urbanisées (2,8 %).
L'évolution de l'occupation des sols de la commune et de ses infrastructures peut être observée sur les différentes représentations cartographiques du territoire : la carte de Cassini (XVIIIe siècle), la carte d'état-major (1820-1866) et les cartes ou photos aériennes de l'IGN pour la période actuelle (1950 à aujourd'hui).

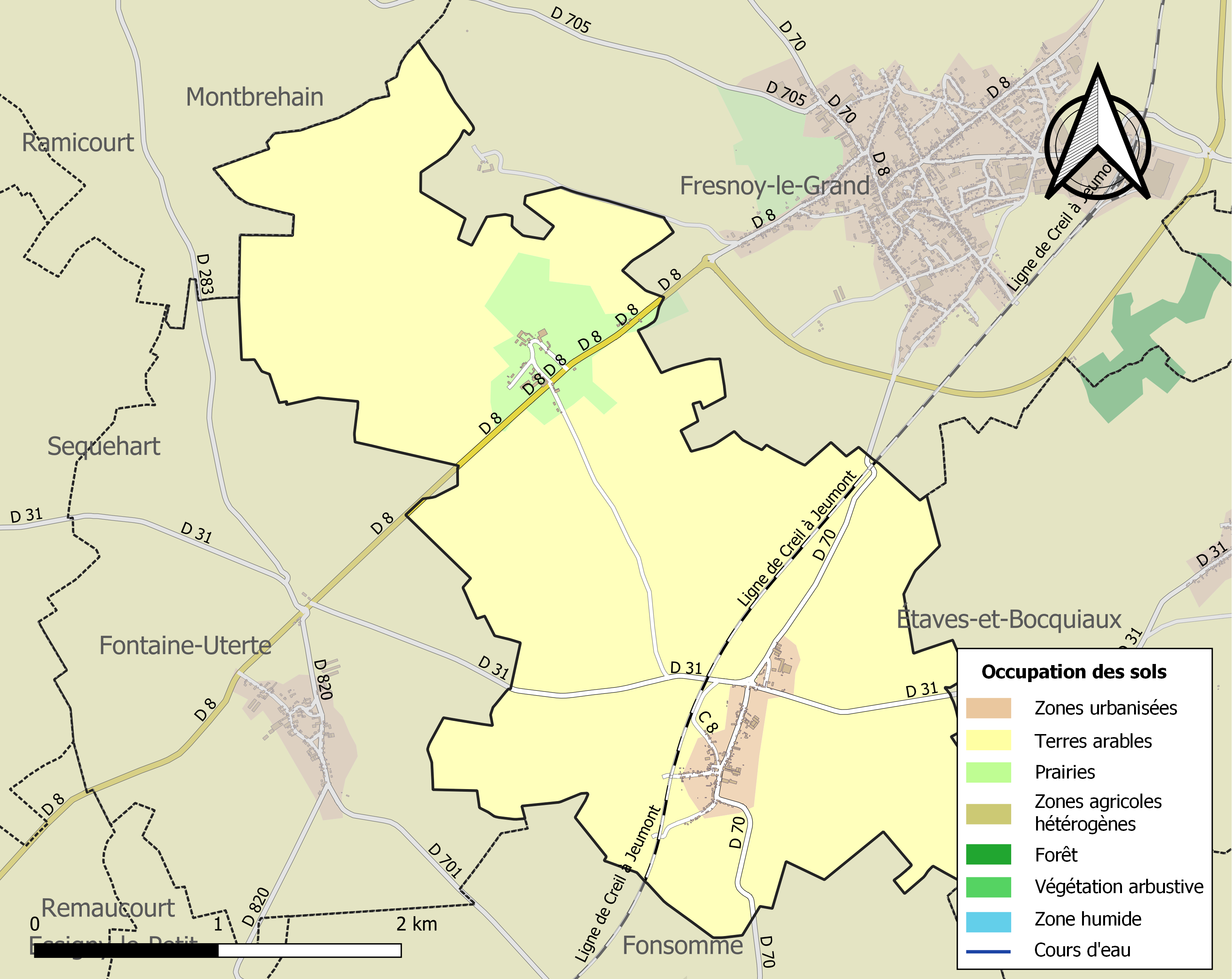
Carte des infrastructures et de l'occupation des sols de la commune en 2018 (CLC).

## Toponymie
Le nom de la localité est attesté sous les formes Crux (XIIe siècle) ; Curtis de Crois (1239) ; Croiz (1367) ; Crois-dales-Fonsommes (1384) ; Croix-le-Fervaques (1692) ; Croix-les-Fonsomme (1744) ; Croix-Méricourt (1787).

Pluriel de l'oïl croix.

Il y a plusieurs hypothèses pour l'étymologie de Croix :
- le nom pourrait avoir pour origine le croisement de deux chemins ;
- il pourrait venir de la racine saxonne Cro signifiant «terre molle, boueuse, marécageuse» ;
- plus vraisemblablement le nom viendrait d'une borne limite surmontée d'une croix ou d'un calvaire érigé là par le pouvoir ecclésiastique, comme c'était fréquemment le cas au bord des chemins au Moyen Âge.

Comme Fonsomme, Croix-Fonsomme revendique l'orthographe sans le « s » final à Fonsomme.

En remplacement de « Croix-Fonsommes », l'orthographe Croix-Fonsomme est adoptée par décret no 2011-311 du 22 mars 2011 portant changement du nom de communes.
Fonsomme est attesté sous les formes Funsomis (1140) ; territorium Fontissome (1152) ; Ecclesia Fontissumme (1164) ; Ecclesia Fontissomine (1171) ; Ecclesia Fontis-Somene (1184) ; Fontis-Sumena (1186) ; Ecclesia Sancte-Marie fontis Somone (1188) ; Fontis-Summa (1193) ; Fonsomes (1193) ; Monasterium Beate Marie de Fonte Sumo, ecclesia parrochialis Sancti-Petri-Fontissume… (XIIe siècle) ; Fonsummes (1242) ; Territorium et parrochia de Fonsummis (1275) ; Fonsommes (1293) ; Fonssommes (1595).

Fonsomme doit son nom au voisinage des sources de la Somme, fons Sommoe  (source de la Somme).

## Histoire
|  |
|  |

La carte de Cassini montre qu'au milieu du XVIIIe siècle, Croix-Fonsomme est une paroisse qui n'est traversée par aucun chemin empierré.
Au sud-ouest, existaient deux moulins à vent en bois. Éloigné du village au nord, le hameau de Méricourt (écrit Mélicourt sur la carte) possède également un moulin.

### Première guerre mondiale
Après la bataille des frontières du 7 au 24 août 1914, devant les pertes subies, l'état-major français décide de battre en retraite depuis la Belgique. Le 27 août 1914 , les Allemands s'emparent du village et poursuivent leur route vers l'ouest. Dès lors commença l'occupation  qui dura jusqu'en octobre 1918. Pendant toute cette période, Croix-Fonsomme restera loin des combats, le front se situant à une quarantaine de kilomètres à l'ouest vers Péronne. Le village servira de base arrière pour l'armée allemande.

En septembre 1918, après de durs combats, la Ligne Hindenburg est franchie sur le canal de Saint-Quentin et peu à peu les Allemands, attaqués par les troupes franco-australiennes reculent de village en village. Le 12 octobre, Croix-Fonsomme est enfin libérée. Contrairement à d'autres villages des alentours, Croix-Fonsomme a subi peu de dégâts à la suite des bombardements
Vu les souffrances endurées par la population pendant les quatre années d'occupation et les dégâts aux constructions, la commune s'est vu décerner la Croix de guerre 1914-1918 (France) le 17 octobre 1920.
Sur le monument aux morts sont inscrits les noms des 31 soldats de la commune morts pour la France.

## Politique et administration

### Découpage territorial
La commune de Croix-Fonsomme est membre de la communauté de communes du Pays du Vermandois, un établissement public de coopération intercommunale (EPCI) à fiscalité propre créé le 31 décembre 1993 dont le siège est à Bellicourt. Ce dernier est par ailleurs membre d'autres groupements intercommunaux.
Sur le plan administratif, elle est rattachée à l'arrondissement de Saint-Quentin, au département de l'Aisne et à la région Hauts-de-France. Sur le plan électoral, elle dépend du  canton de Bohain-en-Vermandois pour l'élection des conseillers départementaux, depuis le redécoupage cantonal de 2014 entré en vigueur en 2015, et de la troisième circonscription de l'Aisne  pour les élections législatives, depuis le dernier découpage électoral de 2010.

### Administration municipale
| Période                                  | Période                       | Identité       | Étiquette | Qualité                                   |
| ---------------------------------------- | ----------------------------- | -------------- | --------- | ----------------------------------------- |
| Les données manquantes sont à compléter. |                               |                |           |                                           |
|                                          | 1877                          | Guiard         |           |                                           |
| 1879                                     |                               | Delacourtl     |           |                                           |
| Les données manquantes sont à compléter. |                               |                |           |                                           |
| mars 2001                                | mai 2020                      | France Deltour | LR        | Retraitée Réélu pour le mandat 2014-2020, |
| mai 2020                                 | En cours (au 12 juillet 2020) | Lilian Morlet  |           |                                           |

## Démographie
L'évolution du nombre d'habitants est connue à travers les recensements de la population effectués dans la commune depuis 1793. Pour les communes de moins de 10 000 habitants, une enquête de recensement portant sur toute la population est réalisée tous les cinq ans, les populations de référence des années intermédiaires étant quant à elles estimées par interpolation ou extrapolation. Pour la commune, le premier recensement exhaustif entrant dans le cadre du nouveau dispositif a été réalisé en 2005.

En 2022, la commune comptait 187 habitants, en évolution de −26,09 % par rapport à 2016 (Aisne : −1,97 %, France hors Mayotte : +2,11 %).
| 1793 | 1800 | 1806 | 1821 | 1831 | 1836 | 1841 | 1846 | 1851 |
| ---- | ---- | ---- | ---- | ---- | ---- | ---- | ---- | ---- |
| 224  | 243  | 256  | 305  | 369  | 400  | 455  | 513  | 500  |

| 1856 | 1861 | 1866 | 1872 | 1876 | 1881 | 1886 | 1891 | 1896 |
| ---- | ---- | ---- | ---- | ---- | ---- | ---- | ---- | ---- |
| 504  | 561  | 601  | 567  | 567  | 543  | 515  | 503  | 518  |

| 1901 | 1906 | 1911 | 1921 | 1926 | 1931 | 1936 | 1946 | 1954 |
| ---- | ---- | ---- | ---- | ---- | ---- | ---- | ---- | ---- |
| 477  | 416  | 355  | 321  | 301  | 302  | 319  | 304  | 289  |

| 1962 | 1968 | 1975 | 1982 | 1990 | 1999 | 2005 | 2006 | 2010 |
| ---- | ---- | ---- | ---- | ---- | ---- | ---- | ---- | ---- |
| 279  | 242  | 274  | 293  | 210  | 220  | 227  | 229  | 227  |

| 2015 | 2020 | 2022 | - | - | - | - | - | - |
| ---- | ---- | ---- | - | - | - | - | - | - |
| 249  | 198  | 187  | - | - | - | - | - | - |

## Culture locale et patrimoine

### Lieux et monuments
- Église Saint-Médard des XIe et XIIIe siècles. Inscrite sur la liste départementale du patrimoine historique.
- Monument aux morts.
- Hameaux de l'Espérance et de Méricourt.
- Motte fossoyée de Méricourt, citée en 1224[33].

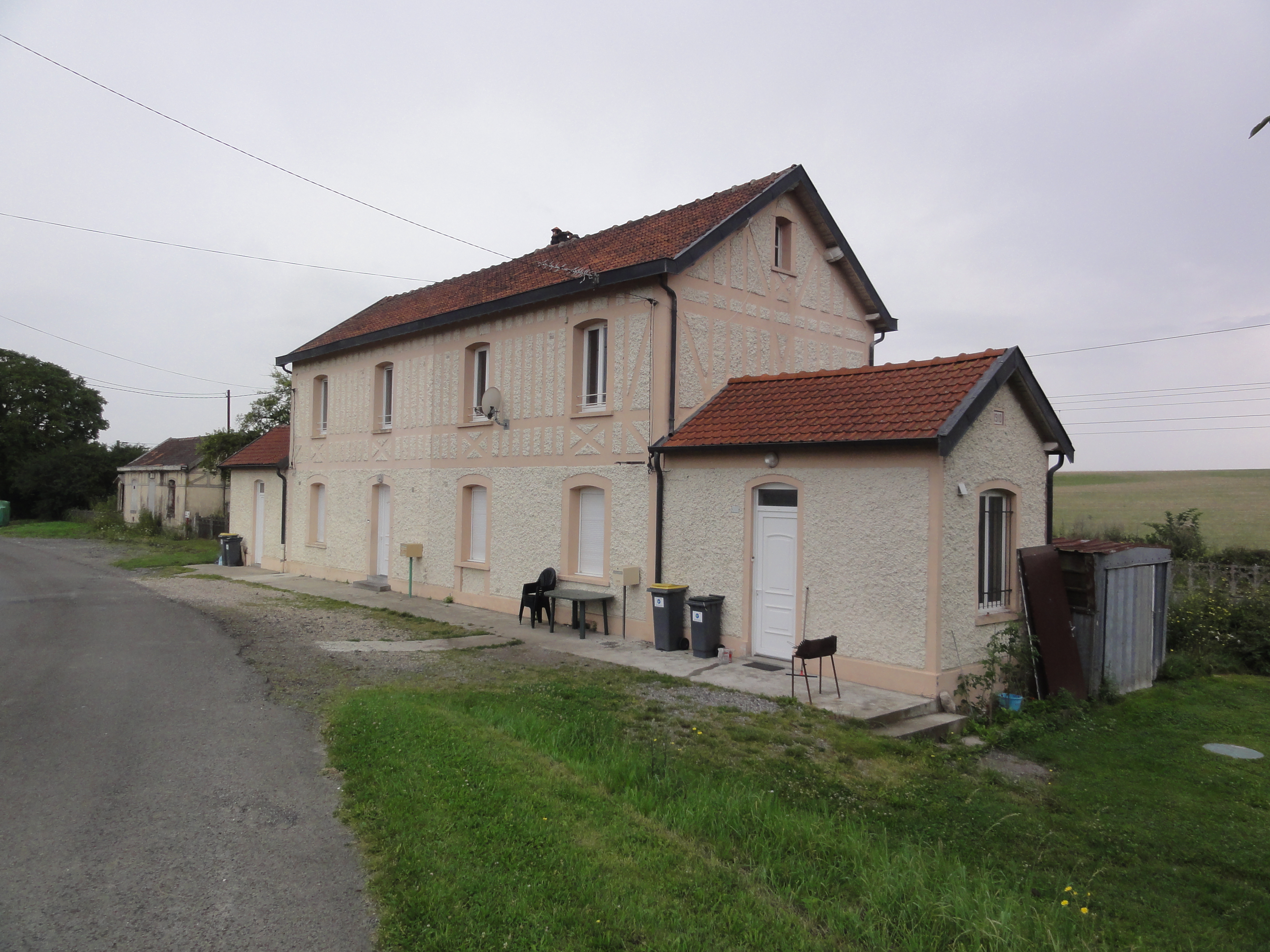
L'ancienne gare.
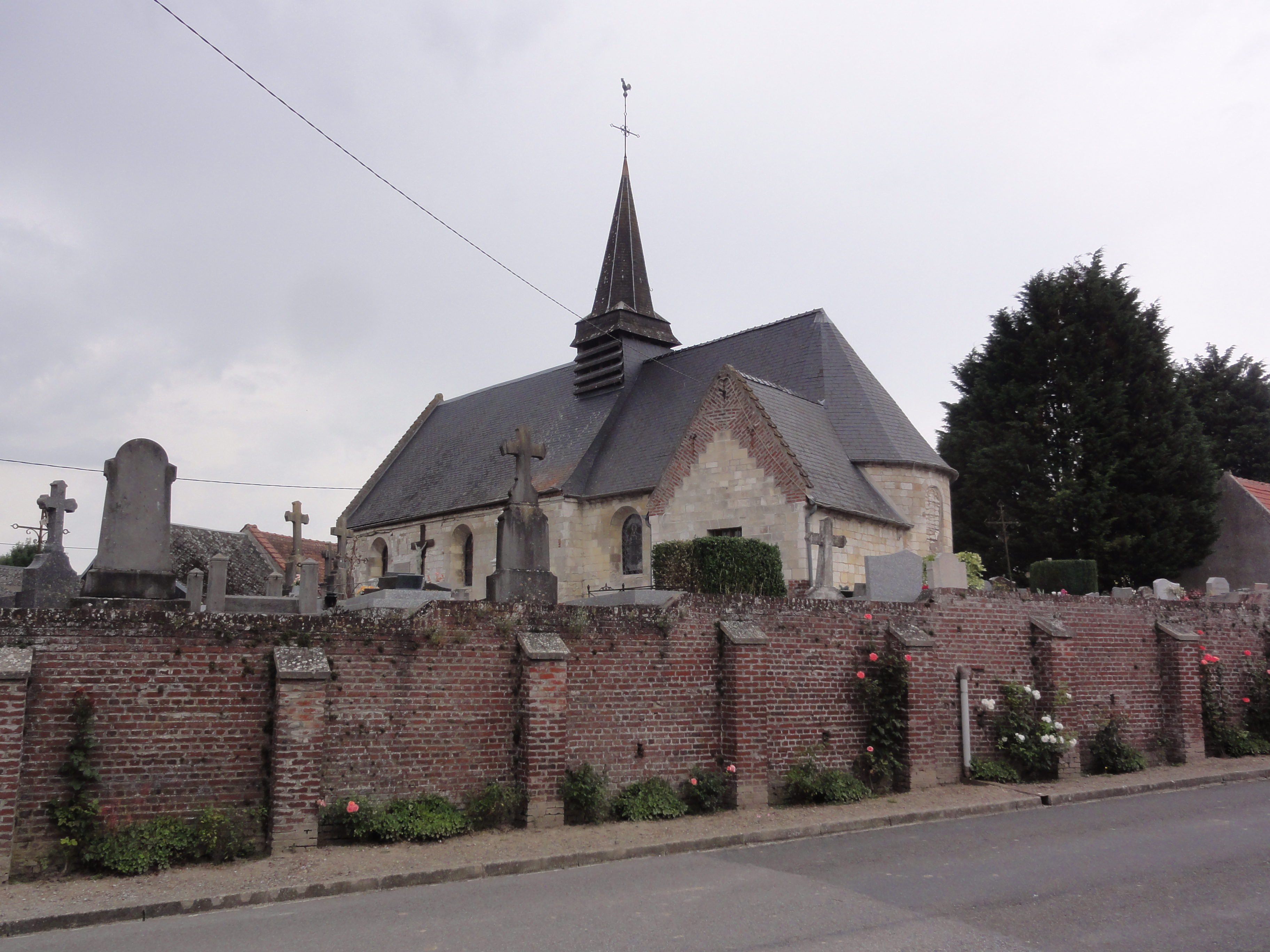
Église Saint-Médard.
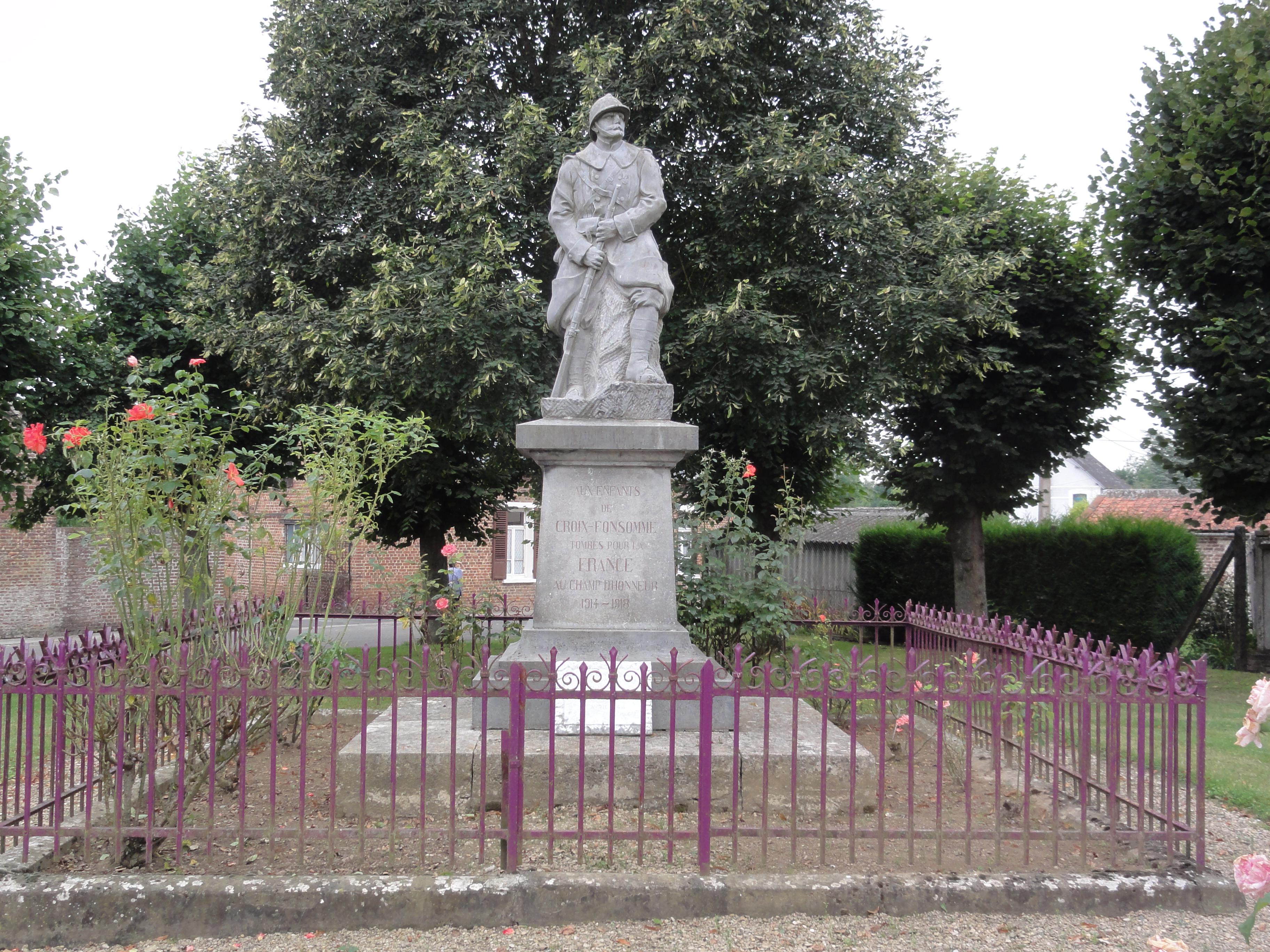
Monument aux morts.
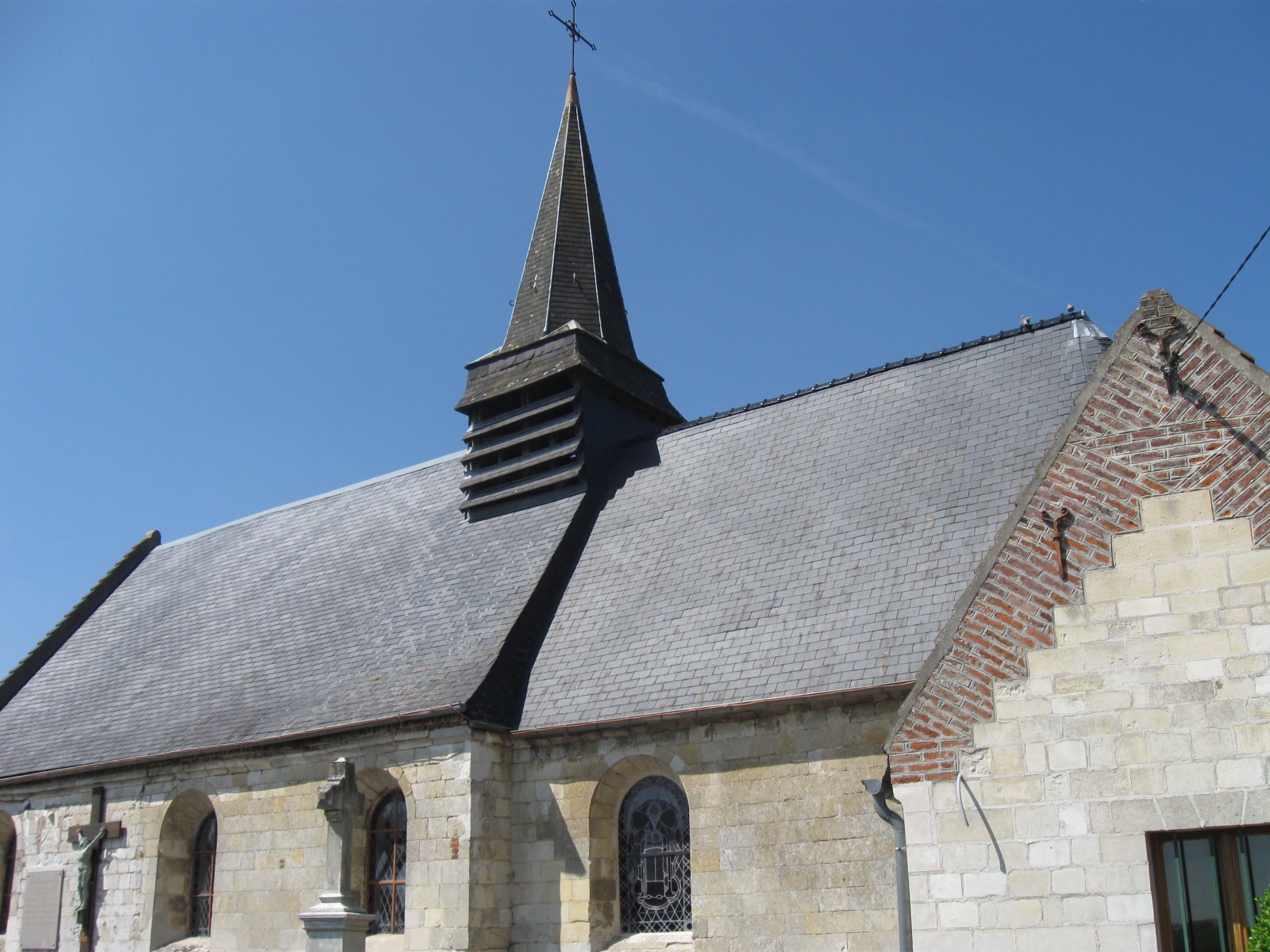
L'église.
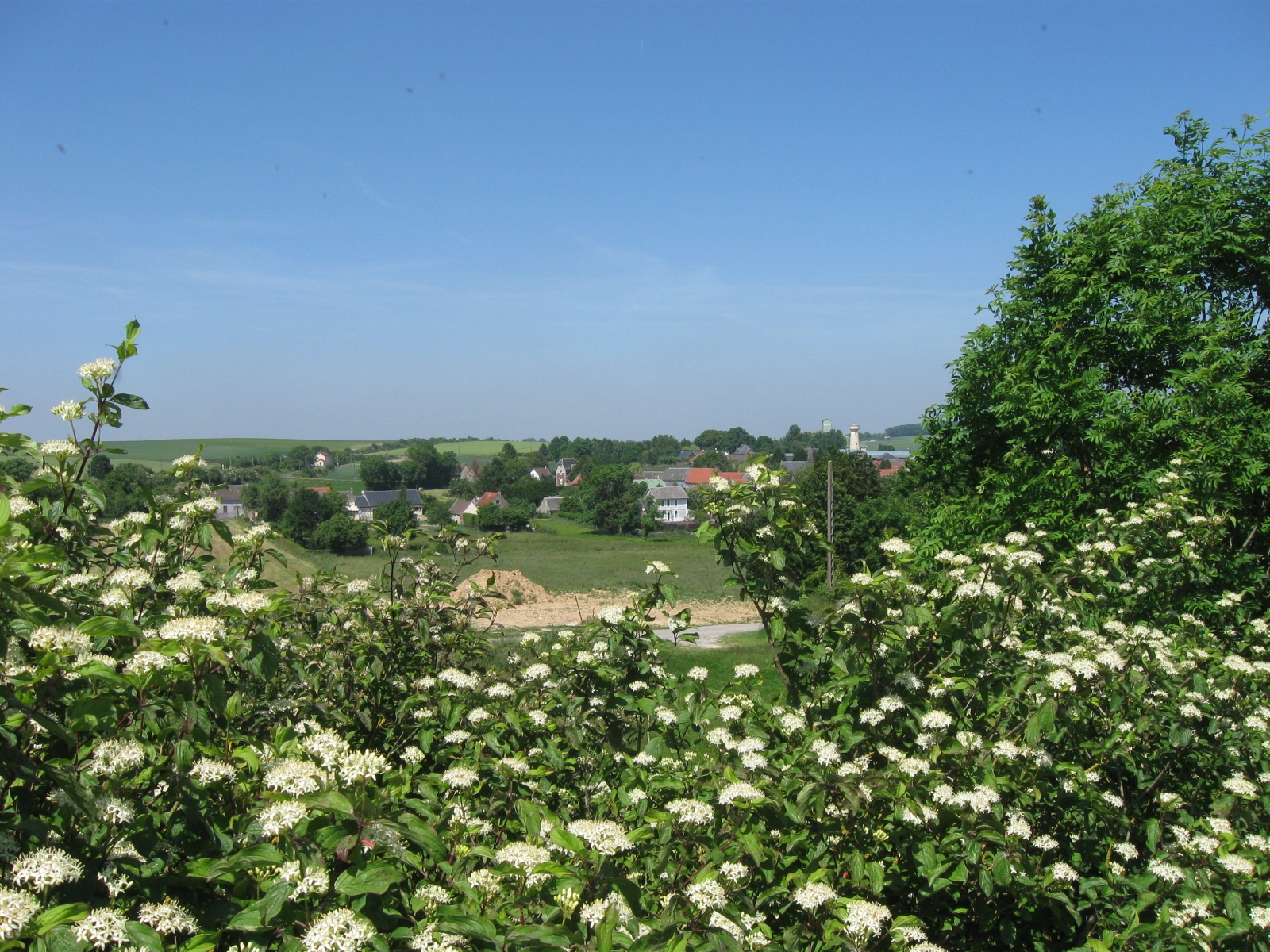
Vue générale.
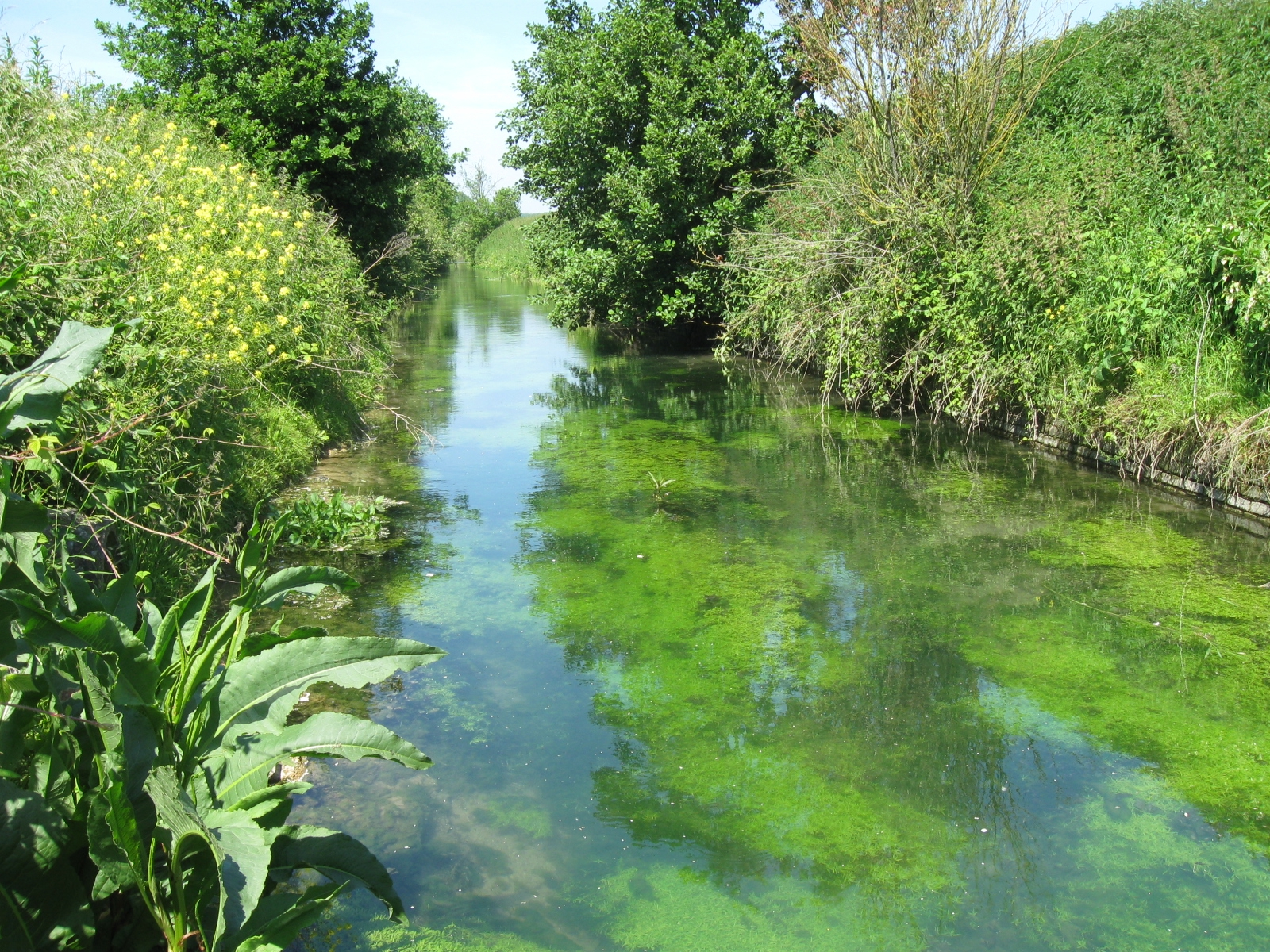
La rigole du Noirieux.

### Cartes postales anciennes

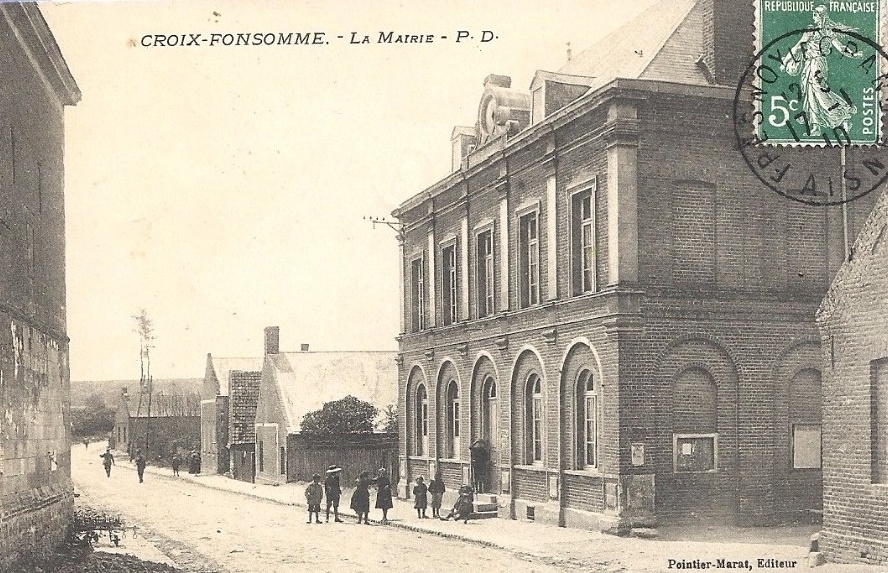
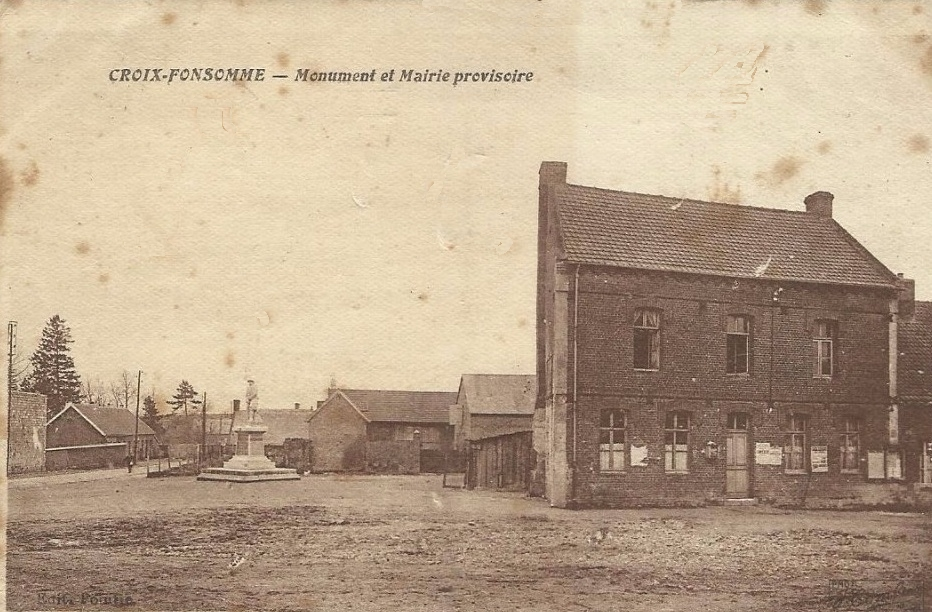
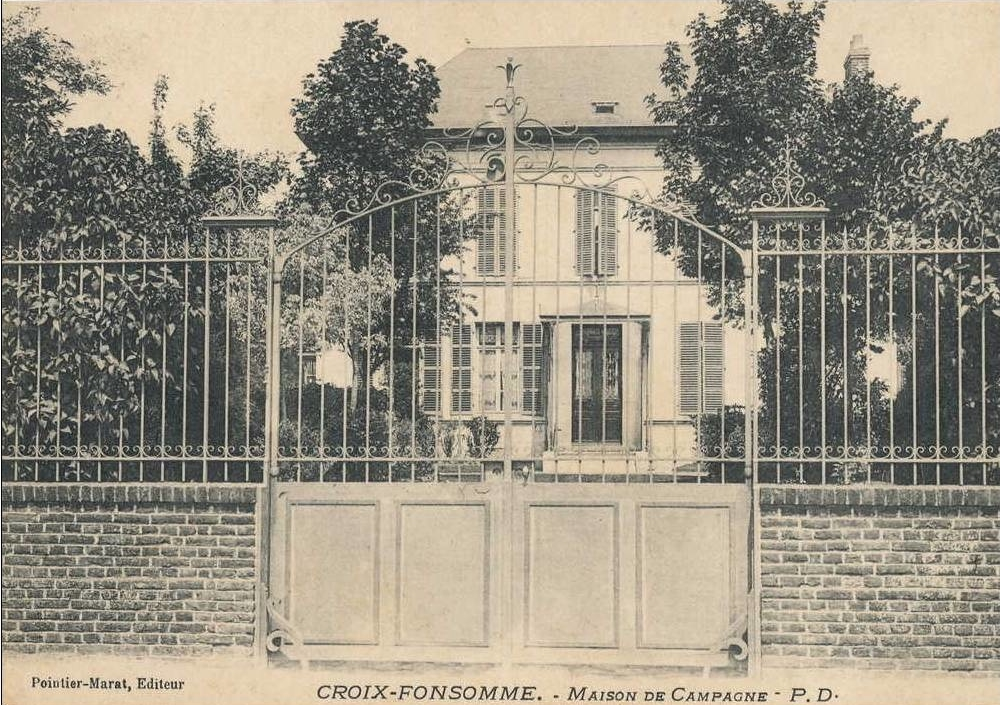
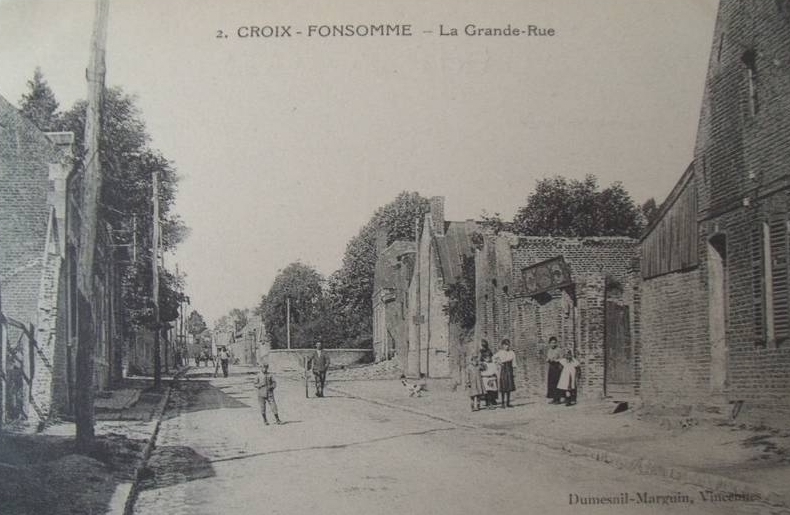
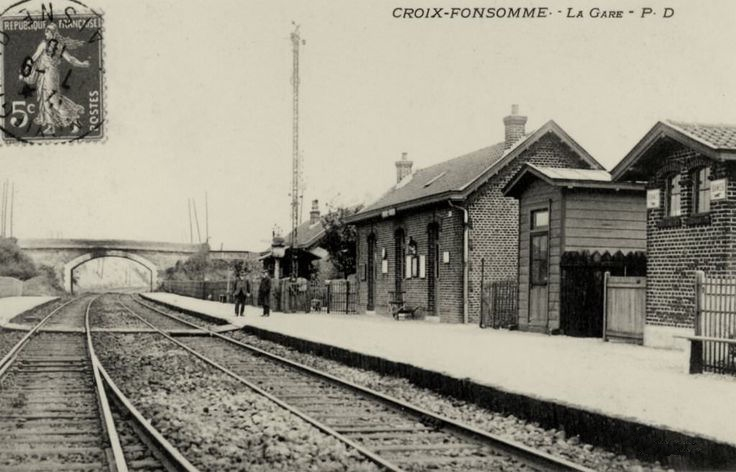
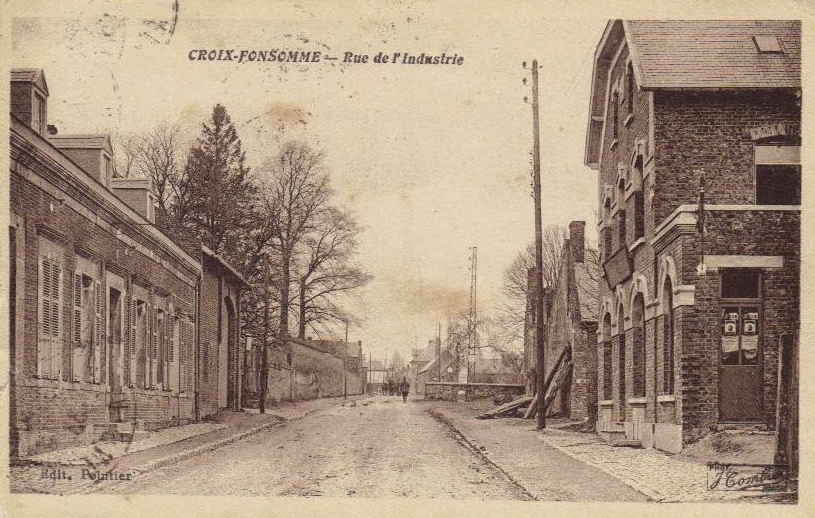

### Héraldique
| Blason de Croix-Fonsomme | Blason  | D'or au chevron ondé d'azur accompagné de trois tours donjonnées de gueules, ouvertes du champ, maçonnées et hersées de sable. |
| Blason de Croix-Fonsomme | Détails | Création d'Alban Pérès adoptée par la municipalité en 2011                                                                     |

## Pour approfondir